# Javna kampanja civilnog društva
Javna kampanja civilnog društva ima za cilj mobilizaciju podrške građana i koristiti alate demokratskog društva poput lobiranja u cilju postizanja društvene promene. Javna kampanja civilnog društva može imati lokalne, nacionalne ili međunarodne ciljeve. Mogu ih sprovoditi neformalne grupe posvećene jednom cilju ili profesionalne nevladine organizacije koje mogu istovremeno voditi i više različitih kampanja. Neke javne kampanje mogu ukjučiti i kombinaciju više organizacija civilnog društva.
Sprovođenje javnih kampanja se sve više prepoznaje kao važan način za nevladine organizacije da ostvare svoje ciljeve. Mnoge organizacije angažuju ljude koji će voditi kampanje, izrađuju materijale i obučavaju svoje članove kako da komuniciraju tokom kampanje. Mnoge grupe i organizacije međutim, nerado sprovode javne kampanje, smatrajući da se na taj način njihove aktivnosti mogu doživeti “politički”, ili da mogu uvrediti donatore.
Rešavanje društvenih problema koji su u fokusu aktivnosti nevladinih organizacija često zahtevaju političku akciju – promenu politika i propisa. Pre više od 200 godina, postojale su humanitarne organizacije koje su se bavile dobrobiti robova, ali pored toga bilo je potrebno ukinuti insitituciju robovlasništva. Na svetu još uvek postoje mnoge loše prakse. Da bi se one promenile treba sprovoditi javne kampanje. Ne mogu se svi problemi rešiti kroz javne kampanje. Ponekad je potrebno obezbediti uslugu kao preduzeće, socijalno preduzeće ili humanitarna organizacija. Međutim, za rešavanje nekih problema, potrebno je da se utiče na politike, propise i prakse država, industrija, kompanija i drugih aktera, što se može postići kroz sprovođenje javnih kampanja.

## Istorija
Tokom istorije, različite mobilizacije i revolti, pojavljivali su se u različitim kulturama. Tako npr. 206 godine pre nove ere, kineski građanin Čen Še, shvatio je da njegova grupa regruta za vojsku neće stići na mesto susreta zbog jakih kiša, te da će ih zbog toga snaći kazna. Oni su se pobunili i uskoro su im se priključile hiljade. Kako se vest o ovome širila, druge građanske bune su se javile širom regiona pa su i generali počeli da beže. Ubrzo zatim, carstvo Ćin je doživelo kolaps. Razlog za to nije bila nasilna revolucija, već veoma brzo širenje ideje među ljudima.
U starom Rimu, a u nešto manjoj meri i u Grčkoj, gde je učešće građana postalo deo političke kulture kroz prakse javnih skupova i izbora žrebom, praksa javnih kampanja je bila zastupljena. U kasnijim vekovima, javne kampanje, iako na početku svog razvoja, bile su podstaknute hrišćanskim idejama jednakosti među ljudima i povezane sa idejama istine i pravde. Ovakvi diskursi su pomogli da se seme kampanja za društvene promene poseje. Primeri su Engleski revolt seljaka iz 1398. godine u kome je više od 100.000 seljaka marširalo na London u cilju ukidanja poreza “na glavu”; zatim revolt Anabaptista i Levelera tokom engleskog građanskog rata i Kvekere koji su kontinuirano doprinosili razvoju civilnih kampanja u kasnijem periodu.
Društveni pokreti i javne kampanje novijeg datuma na koje uglavnom mislimo kada govorimo o javnim kampanjama civilnog društva, javile su se u Evropi u 18. veku. Istoričar Čarls Tilli smatra da je 1760. godina bila prekretnica imajući u vidu pojavu disciplinovanog izraza društvene solidarnosti radnika koji nisu bili glasači sa parlamentarnom kampanjom Džona Vilksa. Okupljeni ljudi su zaustavljali kočije i terali bogate sugrađane da viču “Vilks i sloboda”. Vilks je dobio visoku fuknciju i kasnije je podržao američku nezavisnost kao član parlamenta. Vilksova suđenja su ustanovila prvi presedan za pravo britanskih periodičnih novina da izveštavaju i kritikuju akcije Vlade.
Prve javne kampanje u moderno doba su bile rezultat društvenih promena koje su se tada dešavale i imale su iste odlike kao javne kampanje koje se dešavaju danas. Nastale su zbog društvene isključenosti i neuspeha donosilaca odluka da dobro upravljaju ili da odgovore na potrebe građana. One su imale tendenciju da mobilišu veliki broj građana i organizuju okupljanja i diskusije. Njihov cilj je bio neki vid društvene promene. Nasilje je često pratilo javne kampanje, ali se uglavnom koristilo kao izraz snage i podrška zahtevima, a retko kao alat za direktno preuzimanje moći.

## Efektivnost javne kampanje
Javna kampanja nije svuda jednako efektivna. Npr u staroj Persiji ili kulturi Maja – obe sa veoma autoritativnim i diktatorskim uređenjem, praksa sprovođenja javnih kampanja nije bila izražena, čak ni u periodu njihovog pada. Razlog tome leži u činjenici da iako javnu kampanju pokreće neki društveni problem, da bi bila efektivna, one mora imati potencijal da utiče na vlast – ili kroz izazivanje nereda, ili kroz uticaj na odluke koje se donose.
Podizanje javne svesti o temi koja ranije nije bila poznata, može biti korisna taktika kada je deo većeg poduhvata da se ostvari društvena promena. Međutim, da bi se društvena promena zaista ostvarila, moramo da razmotrimo nauku koja kaže da postoje načini koji efektivnije, više strateški i fokusirano podstiču društvene promene. Istraživanja pokazuju da javne kampanje, osim što često bivaju neuspešne i bacaju resurse kada se fokusiraju samo na podizanje javne svesti, ponekad mogu i da učine više štete nego koristi. Kampanja podizanja javne svesti, kada se pogrešno sprovodi, sa sobom nosi četiri glavna rizika: može da ne proizvede nikakvu akciju; može da dođe do pogrešne publike; može da proizvede štetu i može da proizvede negativnu reakciju javnosti.

## Primer efektivne javne kampanje
Lako je pretpostaviti da podeliti informaciju na zanimljiv način može biti dovoljno da motiviše ljude da usvoje nova ponašanja. Istraživanje međutim pokazuje, da to nije tako. Primer kampanje “Zombi apokalipse” Centra za kontrolu i prevenciju bolesti u Americi govori u prilog tome.
Naime, u maju 2011. godine, Centar za kontrolu i prevenciju bolesti, pokrenuo je kampanju da podigne svest građana o potrebi pripreme za potencijalnu vanrednu situaciju, poput terorističkog napada, poplave ili zemljotresa. Vođa tima za odnose sa javnošću je bio frustriran činjenicom da Centar svake godine koristi iste poruke da promoviše značaj pripremljenosti za vanrednu situaciju, i to sa vrlo ograničenim efektima. “Imamo sjajnu poruku o značaju pripremljenosti, a ne moram da vam govorim da pripremljenost i javno zdravlje nisu seksi teme”, rekao je u intervjuu za novine “Atlantik”. Zbog toga je hrabro odlučio da promeni pristup privlačenju pažnje za ozbiljnu temu: kroz humor.
Centar za kontrolu i prevenciju bolesti objavio je blog post “Osnove pripremljenosti: zombi apokalipsa”, baziran na stavu da ako je građanin u stanju da se zaštiti od živih mrtvaca, onda će svakako biti u mogućnosti da preživi i požar ili zemljotres. Ovo je bio pametan, humoristički, relevantan i povezujući pristup komunikaciji – sve ono čemu uspešna kampanja teži. Za samo nekoliko minuta od trenutka publikacije, više od 30.000 ljudi je pročitalo post i uzrokovalo pad veb sajta Centra. Post je postao viralan širom sveta na Tviteru, a objavili su ga i CNN i Vol Strit Žurnal.
Naslanjajući se na viralni uspeh blog posta, Centar za kontrolu i prevenciju bolesti je pokrenuo kampanju na društvenim mrežama gde je informaisao hrađane kako da se pripreme za potencijalnu vanrednu situaciju tako što će pripremiti paket zaliha za slučaj nužde. Kampanja je imala slogan: “Nabavi paket, napravi plan, budi spreman”. U ovom slučaju Centar nije samo pokušao da podigne svest već je postojao jasan poziv na akciju – da se napravi paket zaliha. Koristeći humor i popularnu kulturu, Centar za kontrolu i prevenciju bolesti je uspeo da dosegne stotine hiljada ljudi i svakako da podigne svest.

## Tipovi javnih kampanja

### Javno zastupanje
Javno zastupanje je planirana akcija usmerena na promenu zakona, politika, odnosno uverenja, stavova i ponašanja građana u cilju postizanja neke održive promene. Ono je ključni alat koji organizacije civilnog društva koriste da bi ostvarile željene društvene promene.
Javno zastupanje dovodi do promena na više nivoa:
1. Demokratska promena – gde građani razumeju svoju moć i koriste je da utiču na procese donošenja odluka. Javno zastupanje čini javne procese razumljive građanima i motiviše ih da razumeju i usvoje određene vrednosti, odnosno postanu vođeni postizanjem društvene, a ne lične koristi.
2. Promena na nivou politika i propisa – problem koji su građani identifikovali je rešen time što je promenjen pravni propis, donesena politika i slično.
3. Sistemska promena – gde je sam proces donošenja odluka postao transparentniji, uključuje građane, a donosioci odluka su odgovorni za svoje postupke.[5]

### Lobiranje
Lobiranje je pojam koji uključuje aktivnosti uticaja na donosioce odluka, kako političkih, tako i svih za koje su zajednica ili pojedinci/ke zainteresovani. Lobiranje je ciljana aktivnost i uglavnom se sastoji od direktnog uticaja na donosioce i donositeljke odluka.
Ključni element kampanje lobiranja je istraživanje i predlaganje promene neke politike. Organizacija koja sprovodi kampanju obično prati legislativne procese i mobiliše svoju bazu podržavalaca da obezbedi masovno lobiranje.
Lobiranje, slično kao i javno zastupanje, zahteva ulogu “psa čuvara”, odnosno posmatrača i više je od toga. Uključuje saradnju, uspostavljanje mreža i partnerstava, komplementarnost rada različitih organizacija, sprovođenje dubinskih, dugoročnih istraživanja, fleksibilno reagovanje na nova znanja ili mišljenja, razvoj alternativa i uporno strmljenje ka reformama politika.

### Direktna akcija
Direktna akcija je termin koji je prvobitno označavao politički aktivizam gde akteri koridte svoju moć (ekonomsku ili fizičku) da direktno ostvare određene ciljeve ili interese, u poređenju sa aktivnostima koje imaju za cilj da utiču na druge (npr. na donosioce odluka), tako što će npr. otkriti postojeći problem koristeći fizičko nasilje, ističući alternativu ili demonstrirajući moguće rešenje.
I direktna akcija i akcija koja ima za cilj da utiče na druge može da uključi nenasilne i nasilne aktivnosti koje targetiraju osobe, grupe ili imovinu koja se smatra uvredljivom za učesnike akcije. Primeri nenasilne direktne akcije (takođe nazvane nenasilje, nenasilni otpor ili građanski otpor) mogu da uključe ometajuće proteste, štrajkove, radničko samoupravljanje, ulične blokade ili haktivizam, dok nasilne direktne akcije mogu da uključe političko nasilje ili fizičko nasilje. Taktike kao što su sabotaža ili uništavanje imovine se u pravnom smislu smatraju nasilnim.

### Demonstracija
Demonstracija je akcija koju sprovodi velika grupa ljudi ili više grupa ljudi koje se zalažu za neki politički ili drugi cilj ili ljudi koji učestvuju u protestu protiv nekog uzroka problema. Obično se sastoji od šetnje u formaciji masovnog marša i počinje ili se završava na dogovorenoj lokaciji ili podrazumeva okupljanje i slušanje govornika. Nije isto što i masovni sastanak.

### Peticija
Peticija je zahtev da se nešto uradi, najčešće usmerena na predstavnika Vlade ili neku javnu instituciju. U kolokvijalnom smislu, peticija je dokument koji je adresiran na nekog predstavnika javne institucije i potpisan od strane brojnih pojedinaca. Peticija može biti oralna, pismena, a može se preneti i putem interneta.

## Vođenje javne kampanje
Kako uticati na ljude da im neka tema ili problem postane važan ili da učestvuju u kreiranju neke važne promene u društvu? Javne kampanje civilnog društva upravo tome služe – da promene stavove i emocije ljudi. Javne kampanje su često u središtu strategije organizacije koja ih sprovodi, motivišu njene najvažnije aktivnosti i utiču na to kako će organizacija alocirati svoje resurse. Efektivne kampanje zahtevaju pažljivo planiranje i izvođenje.

### Izbor kampanje
Svaka kampanja iziskuje novac, vreme i ljude. Važno je biti selektivan i izaći sa kampanjama koje će zadobiti interesovanje javnosti i medija. Jedno od najvažnijih pitanja koje morate stalno sebi postavljati prilikom odabira kampanje je: “Koje su šanse za uspeh?” Postoji osam koraka koje bi trebalo preduzeti pre lansiranja kampanje:
1. Utvrđivanje potencijalnih tema kampanja
2. Odabiranje najznačajnijih tema
3. Razmatranje užeg izbora
4. Ređanje tema po prioritetima
5. Usavršavanje ciljeve kampanje
6. Izrada skice rasporeda
7. Pravljenje konačnog izbora
8. Formiranje tima za vođenje kampanje[7]

### Planiranje
Najbolje kampanje su one koje su najbolje isplanirane. Najvažnija stvar u planiranju je kontrola. Obrazac koji treba slediti je sledeći:
1. Postaviti ciljeve i zadatke
2. Podela i početak sprovodjenja akcija
3. Nadgledanje rezultata
4. Upoređivanje rezultata sa postavljenim ciljevima
5. Analiza bilo kakvih protivurečnosti
6. Odlučiti o akcijama (korigovati ciljeve/zadatke ili nastaviti po već utvrđenom)[7]

### Umrežavanje
Skoro svaka kampanja može imati koristi od podrške drugih organizacija. Političari, mediji i javnost su impresionirani kada vide grupe da rade zajedno. Saradnja sa drugim organizacijama može pokazati veličinu podrške za dotični cilj i raznolikost podrške za dotični cilj.

### Motivisanje i vođenje volontera
Volonteri mogu raditi veliki broj različitih poslova. Oni mogu biti najveća prednost u kampanji. Ali morate planirati kako da rukovodite snjima što efikasnije, i biti sigurni da su dovoljno motivisani tokom čitave kampanje. Svi imaju neke specifične veštine koje mogu biti korisne u kampanji – veoma je važno spoznati šta svaka osoba zna da radi, i to mu onda i treba poveriti.

### Dobijanje podrške građana
Građani su važan faktor u svakoj kampanji. Kao potrošači, glasači i donatori, oni mogu biti veoma uticajni na donosioce odluka. Građani odlučuju o tome koji će proizvod da kupe a koji će odbiti, oni odlučuju koje će aktivnosti sprovoditi u slobodno vreme, a koje ne, za koga će glasati ili koju će organizaciju civilnog društva podržati.
Većina kampanja u određenoj meri uključuje i medije. Postoji više metoda za privlačenje pažnje medija: lični kontakt sa novinarima, saopštenja za medije, konferencije za medije, davanje intervjua, održavanje javnih susreta, organizacija događaja/javnih štandova, pisanje pisma medijima, telefonsko uključenje u TV- i radio emisije, javni izveštaji, uključenje poznatih ličnosti i drugo.
Korišćenje društvenih medija, takođe pomaže organizacijama koje vode kampanje da regrutuju članove i da komuniciraju svoje poruke. Društveni mediji mogu imati različite forme: internet portali, blogovi, društvene mreže, internet forumi, podkast, fotografije i video materijal.